# 新型コロナワクチン接種証明書アプリ
新型コロナワクチン接種証明書アプリ（しんがたコロナワクチンせっしゅしょうめいしょアプリ、英語: COVID-19 Vaccination Certificate Application）は、日本国政府が公開しているワクチンパスポート用アプリである。
日本の予防接種法に基づいて各市町村で実施された新型コロナワクチン接種の事実を公的に証明する接種証明書を提供するものである。発行した証明書は国内外で利用出来る。
証明書の総発行件数は1111万0713件。

## 概要
手持ちのスマートフォンのアプリを用いることで、接種証明書の申請、発行、提示、読み取り(認証)ができるようになる。海外渡航時のワクチン接種証明書として利用できるほか、国内においても接種証明書として機能するよう開発されている。
氏名、生年月日、接種記録（ワクチンの種類、接種年月日、ロット番号など）などが確認できるほか、固有のQRコードを発行できる。このコードを示すことで、自身がワクチン接種したことの「証明書」となる。
このほか他のスマートフォンなどで表示された接種証明書の二次元コードを読み取って、内容を確認できる機能も備えている。
iOS 13.7以降、Android 8.0以降のマイナンバーカードが読み取れる（NFC Type B対応）端末に対応する。
アプリの開発・運用はVRS（ワクチン接種記録システム）を開発したミラボに委託。VRSの改修と機能追加で費用は約1.1億円と試算された。
1台のスマホで複数人の証明書を発行し保存することが可能である。その為例えば、スマホを持っていない高齢者の証明書を代理で持つことが可能である。またスマホを機種変更した際は再度発行する事が必要である。他の端末に証明書を移行する機能は無い。
2024年2月20日、デジタル庁は同年3月31日で本アプリのサービス提供を終了することを発表した。同庁は同年4月以降にワクチンの接種証明書が必要な場合は紙での発行を呼び掛けている。

### 含まれる情報
デジタル庁は以下の情報が含まれるとしている。

#### 人定情報
- 氏名、生年月日
- ローマ字氏名、旅券番号、国籍・地域（海外用のみ）

#### 接種記録
- ワクチンの種類（例：ファイザー）
- ワクチンの製品名（例：コミナティ）
- ワクチン接種年月日
- ワクチンのロット番号
- ワクチン接種回数、ワクチン接種国（海外用のみ）
- 接種制度の所管者（一律で「MHLW_Gov_of_Japan」と表記されている）

#### その他の情報
- 二次元コード発行者（国内用のみ）
- 証明書発行国（海外用のみ）
- 証明書ID（海外用のみ）
- 電子署名

### 国内用と海外用の違い
海外用の接種証明書では国内用の接種証明書の記載事項が英語表記されることに加え、パスポートの国籍・地域や旅券番号が記載される。また、記載される二次元コードの規格が異なる。
- 海外用：ICAO VDS-NCとSMART Health Cards（SHC）
- 国内用：SMART Health Card（SHC）のみ

なおICAO VDS-NC規格とは、国連専門機関の一つである国際民間航空機関(ICAO)が策定した健康証明書用の規格である。

## 沿革
- 2021年
  - 9月17日 - デジタル庁は「コロナワクチンの接種証明書（電子交付）の仕様に関する意見」を募集すること[注釈 2]を発表し、同時に想定される二次元バーコードの仕様を公表した[11]。
  - 9月22日 - 海外渡航者向け、国内利用向けの二次元コードの規格が確定した[11]。
  - 10月19日 - 上記のパブリックコメントの取りまとめ結果を公表した。その際、海外渡航者向けにはEU-DCCとの互換性等についても考慮し、ICAO規格を採用していると発表された[12]。
  - 12月8日 - 12月20日よりアプリが公開される事が厚生労働省より発表された[13]。
  - 12月13日 - 報道機関向けにワクチンパスポートアプリ「新型コロナワクチン接種証明書アプリ(英語名：COVID-19 Vaccination Certificate Application)」が公開された[7]。
  - 12月20日 - 各アプリストア（iOSおよびAndroid端末）で配信が開始された。
- 2022年
  - 1月16日 - 総発行件数が273万4228件と300万件近くになった[14]。
  - 1月21日 - 旧姓等が併記されたマイナンバーカードでも接種証明書を発行できるようなった。またモデルナワクチンの製品名を「COVID-19ワクチンモデルナ」から「スパイクバックス」に変更した[15]。
  - 2月21日 - 小児用ファイザー社ワクチンの接種記録に対応した[16]。
  - 5月26日 - 武田薬品製ワクチン（ノババックス）の接種記録に対応した[17]。
  - 7月14日 - 証明書を画像として保存することが可能となった[17]。
- 2024年
  - 3月31日 - アプリのサービス提供を終了[2][3][5][10]。

## 証明書の発行及び利用方法

### アプリ内での利用方法
発行にはマイナンバーカードとマイナンバーカードの券面事項入力補助用暗証番号（4桁）、パスポート（海外用のみ）が必要。国内だけで利用する場合は、マイナンバーカードとパスワードだけで発行できる。
なお、以下に該当する人は発行が出来ない為、紙の証明書を発行するように厚生労働省から自治体に要請された。
- マイナンバーカードを持たない人（申請にマイナンバーカード必須のため）
- スマホを持たない人（iOSとAndroidに対応したアプリを利用するため）
- 旅券に旧姓・別姓・別名の併記がある人（旧姓等は旅券のOCR読み取りで対応できないため）
- DV被害者等の要配慮者（自動交付により、加害者等に意図せず情報が渡るおそれがあるため）
- 接種記録がVRSに未登録の人（参照する接種記録がないと発行できないため）
- 接種記録のクレンジングが必要な人（例えば、2回目の接種日が1回目の接種日より過去の日付であるなど）
- 旅券以外の渡航文書で請求する人（渡航向けの証明書が必要な人は、旅券のMRZの読み取りを行うため）

#### Apple Walletへの登録方法
非公式ではあるが、iOS 15.1以降のiPhoneを利用している場合、国内向けQRコードはSHCを利用している事によりウォレットアプリ内に登録する事が出来る。
まず表示されたQRコードのスクリーンショットを撮影し、それを写真アプリ内で長押しすると「ヘルスケアとウォレットに登録する」といったボタンが表示され追加が可能である。
スクリーンショットでの利用防止にQRコードの上に秒数でカウントが行われているが、特にスクリーンショットの撮影を妨げるものは現時点(12/20時点)では無い。
この方法を利用すれば、理論上iPhone 6s以前の端末でも利用する事は可能ではある。

### 3回目接種について
一度発行した証明書は更新されず、セキュリティ上の観点からアプリ内にはマイナンバーカードの情報が保持されない。したがって3回目接種後は再度マイナンバーを読み取り、証明書を再発行する必要がある。

### その他活用
NECは事前にこの接種証明とクラウドを連携し、顔情報と紐付けることでイベント会場などで素早く認証するシステムを開発した。

## 批判

### 旧姓併記問題
アプリがリリースされた2021年12月、「旧姓併記」をしたマイナンバーカードやパスポートでは利用出来ない事が判明し批判を集めた。
この問題について当時のデジタル大臣であった牧島かれん大臣は、アプリの稼働日までに対応が間に合わなかった理由を、「確実な発行を担保するための検証時間を十分に確保する必要があった」と説明した。
その後2022年1月21日、デジタル庁はアプリをアップデートし、iOS版はバージョン1.0.8、Android版はバージョン1.0.18で旧姓などが併記されたマイナンバーカードでも国内向けの証明書の発行が可能になった。

## 類似アプリ
一部の自治体または民間で類似の機能を持ったワクチン接種証明アプリが運用されている。
独自の特典などを用意し、社会活動の活性化に向けてこの新型コロナワクチン接種証明書アプリのリリースを待たずに提供されたものが多い。一方このアプリと同様な機能及び同程度の証明として利用出来る場合もあるが、海外渡航時の活用などでは上で挙げたような国際的な規格に準拠していない為、利用出来ない事が多い。一部の提供団体では海外渡航時に利用出来ない事を明記している。

### LINEを活用したもの

#### TOKYOワクションアプリ
東京都が運用するアプリである。都内の企業などから協賛企業を募ってワクチン接種者にクーポンやプレゼントなどの特典も提供している。
博報堂がキャンペーンの普及宣伝からシステム開発、事務センター運営までを一括で受注した。発注金額は9億9000万円である。
2022年1月15日時点のワクチン接種記録登録者数は39万3724人。

#### ぐんまワクチン手帳
群馬県が運用するアプリである。県独自の宿泊割引といった地域活性化策と組み合わせて運用している。
2021年10月下旬時点における接種済み県民約144万人の約14％にあたる20万人が登録した。

### 独自アプリによるもの

#### Light PASS
SOMPOホールディングスが開発し、徳島県にて利用されているアプリ。令和3年12月23日（木）に公開。。

#### さっぽろＰＡＳＳ―ＣＯＤＥ（パスコード）
印刷大手の凸版印刷のスマートフォン用アプリを利用した、札幌市が独自に導入した新型コロナウイルスのワクチン接種証明アプリケーション。利用対象者は札幌市を含む近隣１２市町村の「さっぽろ連携中枢都市圏」の住民と、圏域への来訪者。
ワクチン接種証明登録者数は2022年1月13日時点、8934人。登録店舗数は122件。

#### ワクパス
一般社団法人メディカルチェック推進機構とICheck株式会社が共同で提供するアプリ。